# 大島村 (新潟県北蒲原郡)
大島村（おおしまむら）は、かつて新潟県北蒲原郡にあった村。

## 沿革
- 1889年（明治22年）4月1日 - 町村制施行に伴い北蒲原郡大中島新田、片桐新田、南成田新田、住吉新田、中島新田、高島新田が合併し、大島村が発足。
- 1901年（明治34年）11月1日 - 北蒲原郡紫雲寺村と合併し、紫雲寺村を新設して消滅。